# Juzefova
Juzefova (pol. hist. Józefowo, Józefów) − wieś na Łotwie, w novadsie Górna Dźwina, 9 km na północny wschód od Dyneburga, zamieszkana w roku 2010 przez 27 osób.
Nieistniejący pałac Szachnów w Józefowie został opisany w 3. tomie Dziejów rezydencji na dawnych kresach Rzeczypospolitej Romana Aftanazego. Został spalony w 1942 roku, jedyną pozostałością po posiadłości jest park dworski (5,8 ha, 17 gatunków egzotycznych roślin), który jest zabytkiem kultury o lokalnym znaczeniu.